# Leptokalpion albicans
Leptokalpion albicans är en svampart som beskrevs av Brumm. 1977. Leptokalpion albicans ingår i släktet Leptokalpion och familjen Thelebolaceae.   Inga underarter finns listade i Catalogue of Life.